# Он не может жить без космоса
«Он не может жить без космоса» — российский короткометражный рисованный мультфильм Константина Бронзита. Мультфильм не является сиквелом предыдущего мультфильма Бронзита «Мы не можем жить без космоса». В 2020 мультфильм получил главный приз национальной анимационной премии «Икар», и другие награды.

## Сюжет
Младенец рождается с непреодолимой любовью к космосу, не понятной его Матери. Но так естественно происходит эта любовь от Отца.

## Съёмочная группа
| Режиссёр               | Константин Бронзит                  |
| Автор сценария         | Константин Бронзит                  |
| Художники-постановщики | Роман Соколов, Константин Бронзит   |
| Озвучка                | Екатерина Гороховская               |
| Монтаж                 | Константин Бронзит                  |
| Продюсеры              | Александр Боярский, Сергей Сельянов |
| Композитор             | Валентин Васенков                   |
| Звукорежиссёр          | Владимир Голоунин                   |

## Награды и номинации
- Три кинопремии «Икар» 2020 года[1].
- Первое место в номинации «Анимация» на V премии «На Благо Мира» 2020 года[2][3][4][5][6][7][8][9][10].
- Приз за лучший профессиональный короткометражный фильм XXV Открытого российского фестиваля анимационного кино (2020)[11]